# Kanurennsport-Europameisterschaften 2009
Die Kanurennsport-Europameisterschaften 2009 fanden vom 25. bis 28. Juni 2009 auf der Regattastrecke Beetzsee in Brandenburg an der Havel statt. Etwa 500 Athleten aus 35 Nationen nahmen daran teil.
Bei den Europameisterschaften wurden Wettbewerbe im Kanurennsport in 27 Disziplinen ausgetragen. Dabei kam erstmals bei einer internationalen Meisterschaft das im Dezember 2008 geänderte Weltmeisterschaftsprogramm des Internationalen Kanu-Verbandes zum Tragen, bei dem 200-Meter-Staffelrennen im Einer-Kajak und Einer-Canadier statt Rennen im Vierer-Kajak bzw. Vierer-Canadier ausgetragen werden.
Veranstalter war der Europäische Kanuverband, Ausrichter der Deutsche Kanu-Verband. Die Veranstaltung war die erste internationale Kanu-Meisterschaft in Ostdeutschland seit dem Ende der DDR. Schirmherr der Veranstaltung war der Brandenburgische Ministerpräsident Matthias Platzeck.
Erfolgreichstes Team der Wettkämpfe war die deutsche Kanurennsport-Nationalmannschaft, die sich mit sechs Siegen, neun Silber und fünf Bronzemedaillen knapp vor Ungarn (6/9/2) und Belarus (4/1/1) platzierte. Insgesamt waren ca. 10.000 Zuschauer an der Strecke. Die Finalrennen auf den olympischen Distanzen wurden von ARD und ZDF live übertragen.

## Ergebnisse
Insgesamt wurden Wettbewerbe in 27 Kategorien ausgetragen, davon 9 für Frauen.

### Herren

#### Kanadier
| Disziplin | Disziplin | Gold                                                                      | Leistung     | Silber                                                           | Leistung     | Bronze                                                                                  | Leistung     |
| --------- | --------- | ------------------------------------------------------------------------- | ------------ | ---------------------------------------------------------------- | ------------ | --------------------------------------------------------------------------------------- | ------------ |
| C1        | 200 m     | Valentin Demjanenko                                                       | 39,308 s     | Iwan Schtyl                                                      | 40,014 s     | Jevgenijus Šuklinas                                                                     | 40,338 s     |
| C1        | 500 m     | Dzianis Harazha                                                           | 1:50,298 min | Jevgenijus Šuklinas                                              | 1:50,466 min | Sebastian Brendel                                                                       | 1:50,611 min |
| C1        | 1000 m    | Attila Vajda                                                              | 3:51,934 min | Sebastian Brendel                                                | 3:52,854 min | José Luis Bouza                                                                         | 3:55,007 min |
| C1        | 4 × 200 m | RusslandJewgeni Ignatow Nikolai Lipkin Wiktor Melantjew Iwan Schtyl       | 2:48,130 min | DeutschlandSebastian Brendel Chris Wend Stefan Holtz Robert Nuck | 2:51,096 min | UngarnAttila Vajda Attila Bozsik Gábor Horváth László Foltán                            | 2:51,254 min |
| C2        | 200 m     | LitauenTomas Gadeikis Raimundas Labuckas                                  | 32,251 s     | RusslandIwan Schtyl Jewgeni Ignatow                              | 32,370 s     | DeutschlandStefan Holtz Robert Nuck                                                     | 32,663 s     |
| C2        | 500 m     | DeutschlandStefan Holtz Robert Nuck                                       | 1:40,365 min | PolenPaweł Skowroński Roman Rynkiewicz                           | 1:41,684 min | AserbaidschanSerhij Besuhlyj Maksym Prokopenko                                          | 1:41,876 min |
| C2        | 1000 m    | UngarnMihály Sáfrán Mátyás Sáfrán                                         | 3:34,942 min | DeutschlandErik Leue Tomasz Wylenzek                             | 3:36,470 min | RusslandNikolai Lipkin Wiktor Melantjew                                                 | 3:36,900 min |
| C4        | 200 m     | RusslandNikolai Lipkin Wiktor Melantjew Alexander Kostoglod Sergei Ulegin | 33,477 s     | UngarnAttila Bozsik Pál Sarudi Péter Balázs Gábor Horváth        | 33,758 s     | BelarusAleksandr Vauchetskiy Andrej Bahdanowitsch Dzmitry Vaitsishkin Dzmitry Rabchanka | 33,797 s     |
| C4        | 1000 m    | DeutschlandErik Rebstock Chris Wend Thomas Lück Ronald Verch              | 3:20,283 min | UngarnViktor Volein Róbert Mike Pál Sarudi Márton Tóth           | 3:21,356 min | RusslandOleg Schelegow Ilja Schtokalow Iwan Kusnezow Roman Krugljakow                   | 3:22,690 min |

#### Kajak
| Disziplin | Disziplin     | Gold                                                                            | Leistung     | Silber                                                                           | Leistung     | Bronze                                                                               | Leistung     |
| --------- | ------------- | ------------------------------------------------------------------------------- | ------------ | -------------------------------------------------------------------------------- | ------------ | ------------------------------------------------------------------------------------ | ------------ |
| K1        | 200 Meter     | Oleh Charytonow                                                                 | 35,308 s     | Jonas Ems                                                                        | 36,511 s     | Filip Šváb                                                                           | 35,534 s     |
| K1        | 500 Meter     | Anders Gustafsson                                                               | 1:35,894 min | Ronald Rauhe                                                                     | 1:36,253 min | Anton Rjachow                                                                        | 1:36,868 min |
| K1        | 1000 Meter    | Max Hoff                                                                        | 3:29,101 min | Anders Gustafsson                                                                | 3:30,419 min | René Holten Poulsen                                                                  | 3:31,820 min |
| K1        | 4 × 200 Meter | DänemarkLasse Nielsen Casper Nielsen Esben Østergaard Kasper Bleibach           | 2:29,840 min | DeutschlandTorsten Lubisch Norman Bröckl Ronald Rauhe Jonas Ems                  | 2:30,620 min | SpanienFrancisco Blanco Llera Borja Prieto Valera Pablo Andres Ekaitz Saies Sistiaga | 2:31,290 min |
| K2        | 200 Meter     | SpanienSaúl Craviotto Carlos Pérez                                              | 32,251 s     | BelarusWadsim Machneu Raman Petruschenka                                         | 32,370 s     | UkraineSergiy Servulya Mykola Kremer                                                 | 32,663 s     |
| K2        | 500 Meter     | BelarusWadsim Machneu Raman Petruschenka                                        | 1:27,425 min | UngarnZoltán Kammerer Gábor Kucsera                                              | 1:27,918 min | DeutschlandMarcus Groß Hendrik Bertz                                                 | 1:28,006 min |
| K2        | 1000 Meter    | NorwegenEirik Verås Larsen Jacob Norenberg                                      | 3:12,864 min | UngarnRoland Kökény Gábor Gönczy                                                 | 3:13,119 min | DeutschlandNorman Zahm                                                               | 3:14,242 min |
| K4        | 200 Meter     | BelarusWadsim Machneu Taras Valko Dziamyan Turchyn Raman Petruschenka           | 30,275 s     | RusslandStepan Schewtschuk Alexander Djatschenko Sergei Khovanskiy Roman Sarubin | 30,298 s     | UngarnRudolf Dombi Gergely Gyertyános Viktor Kadler Gergely Boros                    | 30,711 s     |
| K4        | 1000 Meter    | BelarusWadsim Machneu Artur Litwintschuk Aljaksej Abalmassau Raman Petruschenka | 2:54,589 min | SlowakeiMichal Riszdorfer Erik Vlček Juraj Tarr Richard Riszdorfer               | 2:56,323 min | TschechienOndřej Horský Jan Souček Jan Štěrba Jan Andlik                             | 2:56,760 min |

### Frauen

#### Kajak
| Disziplin | Disziplin     | Gold                                                                             | Leistung     | Silber                                                                        | Leistung     | Bronze                                                                                 | Leistung     |
| --------- | ------------- | -------------------------------------------------------------------------------- | ------------ | ----------------------------------------------------------------------------- | ------------ | -------------------------------------------------------------------------------------- | ------------ |
| K1        | 200 Meter     | Teresa Portela                                                                   | 41,014 s     | Tímea Paksy                                                                   | 41,090 s     | Špela Ponomarenko                                                                      | 41,094 s     |
| K1        | 500 Meter     | Katalin Kovács                                                                   | 1:49,644 min | Katrin Wagner-Augustin                                                        | 1:49,862 min | Rachel Cawthorn                                                                        | 1:51,693 min |
| K1        | 1000 Meter    | Katalin Kovács                                                                   | 3:56,310 min | Franziska Weber                                                               | 3:57,458 min | Henriette Engel Hansen                                                                 | 3:58,169 min |
| K1        | 4 × 200 Meter | DeutschlandKatrin Wagner-Augustin Nicole Reinhardt Conny Waßmuth Fanny Fischer   | 2:54,351 min | UngarnKatalin Kovács Tímea Paksy Natasa Janics Zomilla Hegyi                  | 2:54,652 min | RusslandNatalia Borisova Alexandra Tomnikova Svetlana Kudinova Yulia Kachalova         | 2:58,062 min |
| K2        | 200 Meter     | DeutschlandNicole Reinhardt Fanny Fischer                                        | 37,019 s     | UngarnNatasa Janics Katalin Kovács                                            | 37,131 s     | SlowakeiMartina Kohlová Ivana Kmeťová                                                  | 37,561 s     |
| K2        | 500 Meter     | UngarnGabriella Szabó Danuta Kozák                                               | 1:39,914 min | SlowakeiMartina Kohlová Ivana Kmeťová                                         | 1:41,091 min | DeutschlandFranziska Weber Fanny Fischer                                               | 1:41,504 min |
| K2        | 1000 Meter    | SchwedenJosefin Nordlöw Sofia Paldanius                                          | 3:35,848 min | UngarnTamara Csipes Gabriella Szabó                                           | 3:36,533 min | RusslandYuliana Salakhova Anastasia Sergeeva                                           | 3:37,111 min |
| K4        | 200 Meter     | UngarnNatasa Janics Katalin Kovács Tímea Paksy Krisztina Fazekas-Zur             | 35,009 s     | DeutschlandKatrin Wagner-Augustin Tina Dietze Conny Waßmuth Carolin Leonhardt | 35,065 s     | Vereinigtes KönigreichRachel Cawthorn Hayleigh Mason Louisa Sawers Jessica Walker      | 35,881 s     |
| K4        | 500 Meter     | DeutschlandKatrin Wagner-Augustin Nicole Reinhardt Tina Dietze Carolin Leonhardt | 1:31,236 min | UngarnErika Medveczky Natasa Janics Tamara Csipes Dalma Ružičić-Benedek       | 1:33,116 min | PolenMagdalena Krukowska Małgorzata Chojnaczka Ewelina Wojnarowska Marta Walczykiewicz | 1:33,444 min |

## Medaillenspiegel
| Platz  | Land                   | Gold | Silber | Bronze | Gesamt |
| ------ | ---------------------- | ---- | ------ | ------ | ------ |
| 1      | Deutschland            | 6    | 9      | 5      | 20     |
| 2      | Ungarn                 | 6    | 9      | 2      | 17     |
| 3      | Belarus                | 4    | 1      | 1      | 6      |
| 4      | Russland               | 2    | 3      | 5      | 10     |
| 5      | Schweden               | 2    | 1      | 0      | 3      |
| 6      | Spanien                | 2    | 0      | 2      | 4      |
| 7      | Litauen                | 1    | 1      | 1      | 3      |
| 8      | Dänemark               | 1    | 0      | 2      | 3      |
| 9      | Aserbaidschan          | 1    | 0      | 1      | 2      |
| 9      | Ukraine                | 1    | 0      | 1      | 2      |
| 11     | Norwegen               | 1    | 0      | 0      | 1      |
| 12     | Slowakei               | 0    | 2      | 1      | 3      |
| 13     | Polen                  | 0    | 1      | 1      | 2      |
| 14     | Tschechien             | 0    | 0      | 2      | 2      |
| 14     | Vereinigtes Königreich | 0    | 0      | 2      | 2      |
| 15     | Slowenien              | 0    | 0      | 1      | 1      |
| Gesamt |                        | 27   | 27     | 27     | 81     |